# Parlement grec
20e législature (en)
Ancien palais Royal
Le Parlement grec ou Parlement hellénique, aussi dit Voulí (en grec moderne : Βουλή των Ελλήνων romanisé : Voulí ton Ellínon, littéralement « Conseil des Hellènes ») est le parlement monocaméral de la Grèce. Il est composé de 300 députés (« βουλευτές ; Vouleftes ») élus pour un mandat de quatre ans au suffrage universel direct par les citoyens grecs.
Le siège du Parlement se situe dans l'ancien palais royal, sur la place Sýntagma dans la capitale Athènes.

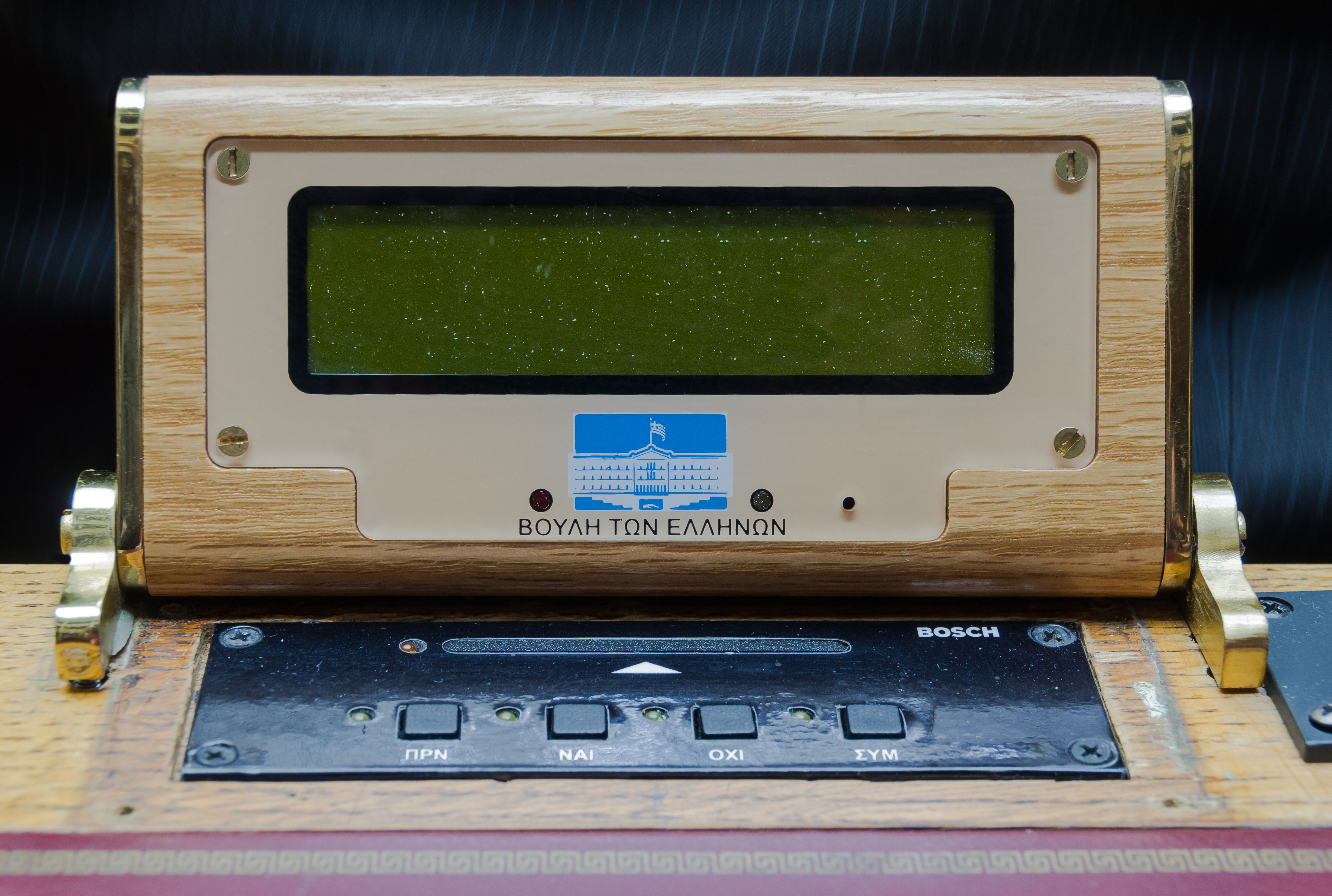
Machine à voter dans l'hémicycle

## Histoire
Dès l'époque de la guerre d'indépendance, des assemblées comme celle d'Épidaure entre 1821 et 1822, se sont réunies pour décider du sort de la Grèce, le premier Parlement national n'est lui convoqué qu'après le coup d'État du 3 septembre 1843, dirigé contre la volonté de monarchie absolue du roi Othon Ier. Après cet événement, le souverain d'origine bavaroise est obligé d'accepter la mise en place d'une constitution et d'un régime parlementaire.
Peu après la destitution d'Othon Ier et son remplacement par le roi Georges Ier (qualifié de « roi des Hellènes » et non plus de « roi de Grèce » comme son prédécesseur), une nouvelle constitution est mise en place en 1864 et les pouvoirs du Parlement s'accroissent. En 1911, une série d'amendements constitutionnels mis au point par le Premier ministre Elefthérios Venizélos permet de moderniser encore les institutions grecques et d'accroître les prérogatives de l'assemblée. Cependant, le roi conserve d'importants pouvoirs et la politique de Constantin Ier durant la Première Guerre mondiale montre qu'il est encore possible au monarque de gouverner sans trop se soucier de l'avis des représentants de la Nation.
La Deuxième République, voulue dès 1922 par le général Nikólaos Plastíras, est proclamée au moment du référendum du 13 avril 1924, mais ce n'est qu'en 1974 que le système républicain s'impose réellement dans le pays. Après plusieurs restaurations monarchiques et sept années de dictature militaire, un référendum instaure la république parlementaire par 69,18 % des voix.

## Système électoral
Le Parlement est composée de 300 sièges pourvus tous les quatre ans selon un mode de scrutin principalement proportionnel auquel s'adjoint une prime majoritaire. 250 députés sont ainsi élus au scrutin proportionnel plurinominal avec listes ouvertes et seuil électoral de 3 % dans 59 circonscriptions électorales. L'une d'entre elles, représentant douze sièges, couvre l'ensemble du pays, tandis que les autres le découpent à raison de 1 à 18 sièges par circonscription, en fonction de leurs populations. Parmi celle-ci, sept ne comportent ainsi qu'un seul siège. Le mode de scrutin dans ces dernières y est par conséquent de facto uninominal majoritaire à un tour. Enfin, la liste arrivée en tête au niveau national se voit attribuer une prime correspondant aux 50 sièges restants.
Les listes étant dites ouvertes, les électeurs ont la possibilité d'effectuer un vote préférentiel pour jusqu'à quatre candidats de la liste pour laquelle ils votent, afin de faire monter leurs places dans celle-ci. Une fois les bulletins dépouillés, les 243 sièges à la proportionnelle sont répartis selon la méthode de Hagenbach-Bischoff entre toutes les listes ayant franchi le seuil de 3 % des votes valides, et les candidats ayant recueilli le plus de voix en leur nom dans chacune des listes se voient attribuer un siège en priorité.
Cependant, lorsque les dernières élections législatives ont eu lieu moins de dix-huit mois avant la tenue du scrutin, les députés sont élus sur des listes bloquées constituées par les partis politiques, sans possibilité de vote préférentiel.
L'âge minimal pour se présenter à la députation est de 25 ans. Le vote est obligatoire pour tous les électeurs de moins de 70 ans, avec une peine de prison théorique allant de un mois à un an, mais aucune condamnation n'a jamais eu lieu. En 2019, le droit de vote est abaissé de dix-huit à dix-sept ans. 
Jusqu'en 2019, le pays était divisé en 56 circonscriptions avec un nombre de sièges variant de 1 à 42, en fonction du nombre de citoyens de chaque circonscription. Le scrutin voit alors le nombre de circonscriptions passer de 56 à 59 en raison du morcellement de la circonscription d’Athènes B, qui comportait auparavant 44 sièges à elle seule.

### Prime majoritaire
De 1990 à 2023, une prime majoritaire de 50 sièges est attribuée au parti arrivé en tête, le système proportionnel s'appliquant aux 250 sièges restants. Vu l'importance de cette prime (16,7 % des sièges), un parti n'a alors besoin que de 40,4 % des suffrages exprimés, au plus, pour obtenir une majorité absolue de sièges au Parlement. Ce pourcentage minimum nécessaire diminue à mesure qu'augmente le nombre de partis réunissant des suffrages sans pour autant atteindre le seuil de 3 %. Il est calculé en multipliant le pourcentage total de ceux-ci par 101⁄250, puisqu'il s'agit d'obtenir au moins 101 des 250 sièges attribués à la proportionnelle. En mai 2012, le total des voix des 7 partis ayant dépassé les 3 % a été légèrement inférieur à 81 % des votes exprimés. Il aurait donc suffi qu'un des partis récolte 32,8 % des suffrages pour obtenir la majorité absolue (= 81 × 101⁄250).
La prime majoritaire est supprimée par la réforme de la loi électorale de juillet 2016, qui abaisse entre autres le droit de vote de 18 à 17 ans. L'intégralité des 300 sièges sont par conséquent élus à la proportionnelle intégrale. La loi ayant échoué à recueillir la majorité qualifiée des deux tiers nécessaire, elle ne s'applique cependant pas immédiatement, mais pour les élections suivantes. Celles de 2019 sont par conséquent les dernières à avoir lieu sous le système incluant une prime majoritaire fixe de 50 sièges.
En janvier 2020, une prime majoritaire est réinstaurée, mais sous une forme facultative par paliers. Le parti arrivé en tête ne reçoit ainsi une prime qu'a condition de réunir plus de 25 % des suffrages exprimés. La prime n'est de 20 sièges plus 1 siège par palier de 0,5 % au-dessus de 25 % des voix, jusqu'à un maximum de 50 sièges pour un total de 40 % des voix. Le reste variable des sièges est attribué à la proportionnelle de manière que le total soit toujours de 300. La loi ayant échoué comme celle précédente à obtenir les voix de 200 députés sur 300, elle ne s'est pas appliquée aux élections législatives de mai 2023, qui ont donc lieu à la proportionnelle intégrale, mais à celles de juin 2023.

## Bâtiment

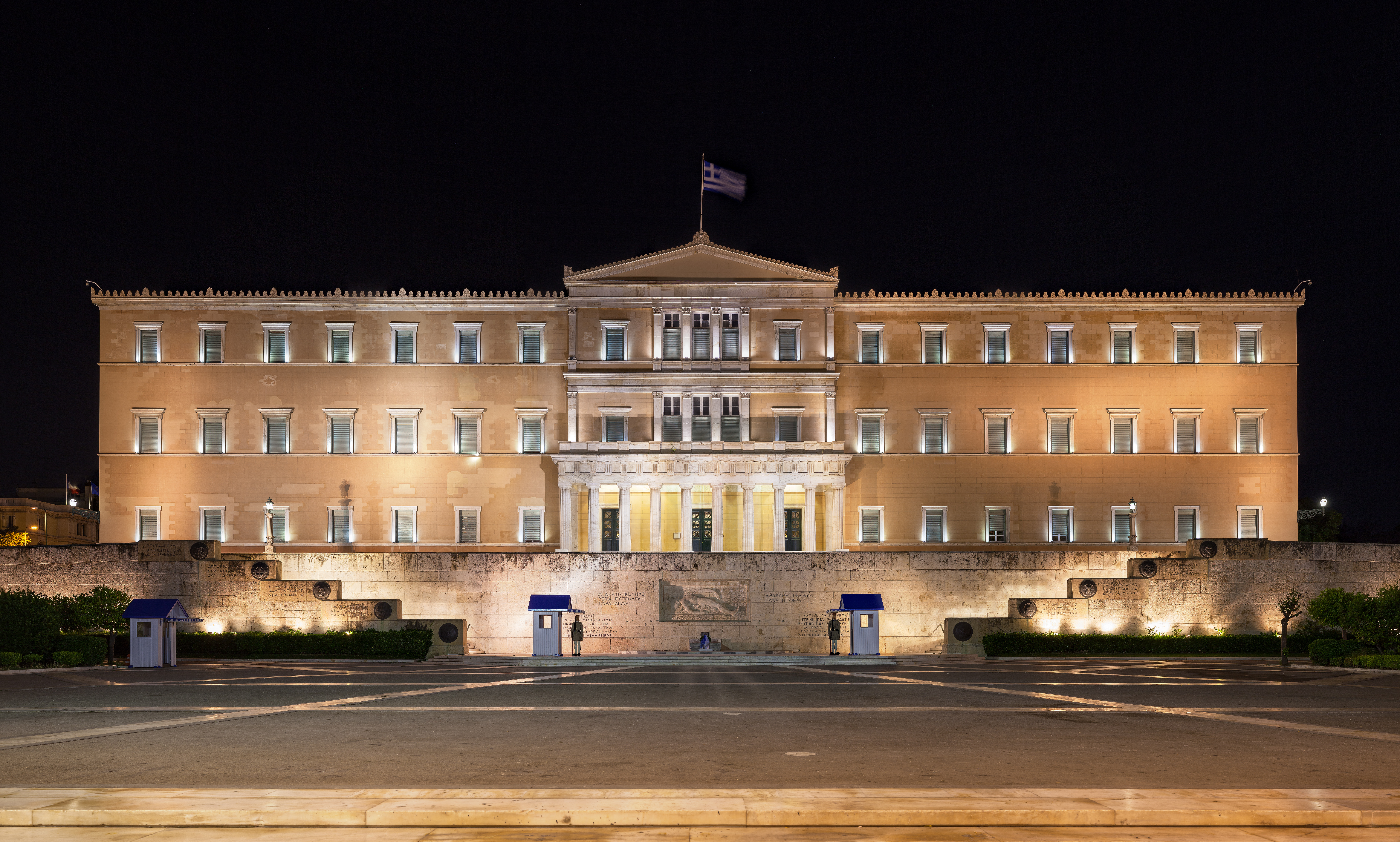
Façade du parlement grec vue de nuit.

Avant de prendre ses quartiers dans l'actuel Parlement grec, l'assemblée est d'abord installée rue Stadiou, entre 1843 et 1854 puis de nouveau entre 1875 et 1932. Par la suite, le bâtiment de l'Ancien Parlement est transformé en musée national d’histoire grecque.
Le monument actuel est une vaste bâtisse de trois étages, construite dans le style néoclassique par l'architecte allemand Friedrich Wilhelm von Gärtner afin de servir de palais à Othon Ier de Grèce. Après avoir été largement détruit lors d'un incendie la veille de Noël 1909, le bâtiment connaît une longue période de rénovation tandis que la famille royale emménage dans le « palais du diadoque » (actuel palais présidentiel). Malgré tout, le souverain et sa famille continuent à fréquenter sporadiquement le palais jusqu’en 1923, date à laquelle Georges II doit abandonner le pays.
Pendant la Deuxième république, le bâtiment change plusieurs fois de fonction et est notamment utilisé comme hôpital et comme musée. C’est seulement en novembre 1929 que le gouvernement décide d'en faire le nouveau siège du Parlement. En 1935, la monarchie est restaurée en Grèce en la personne du roi Georges II mais l'ancienne résidence royale conserve sa fonction de palais du parlement.
La Tombe du soldat inconnu (Μνημείο του Αγνώστου Στρατιώτη / Mnimío tou Agnóstou Stratiotí), gardée par les Evzones de la garde présidentielle, est située sur l'esplanade du palais.
Aujourd’hui, plusieurs améliorations du bâtiment du Parlement sont en cours (comme un parc de stationnement souterrain de 800 places) afin de lui permettre d'assurer ses fonctions de manière plus efficace.

## Composition

### Composition initiale sous laXXelégislature
Après les élections de juin 2023, la composition initiale du parlement est comme suit:
| Parti          | Parti                                                           | Députés | Président            |
| -------------- | --------------------------------------------------------------- | ------- | -------------------- |
|                | Nouvelle démocratie (ND)                                        | 158     | Kyriákos Mitsotákis  |
|                | Coalition de la gauche radical – Alliance progressiste (SYRIZA) | 47      | Sokrátis Fámellos    |
|                | PASOK - Mouvement pour le changement (PASOK-KINAL)              | 32      | Níkos Androulákis    |
|                | Parti communiste de Grèce (KKE)                                 | 21      | Dimítris Koutsoúmbas |
|                | Spartiates                                                      | 12      | Vassílis Stíngas     |
|                | Solution grecque (EL)                                           | 12      | Kyriákos Velópoulos  |
|                | Mouvement démocrate patriote - Victoire (NIKH)                  | 10      | Dimitris Natsios     |
|                | Cap sur la liberté (PE)                                         | 8       | Zoé Konstantopoúlou  |
| Sièges vacants | Sièges vacants                                                  | 0       | –                    |
| Total          | Total                                                           | 300     | –                    |

### Composition sous laXXelégislature au 22 mai 2024
| Parti          | Parti                                                           | Députés | Président            |
| -------------- | --------------------------------------------------------------- | ------- | -------------------- |
|                | Nouvelle démocratie (ND)                                        | 155     | Kyriákos Mitsotákis  |
|                | PASOK - Mouvement pour le changement (PASOK-KINAL)              | 33      | Níkos Androulákis    |
|                | Coalition de la gauche radical – Alliance progressiste (SYRIZA) | 26      | Sokrátis Fámellos    |
|                | Parti communiste de Grèce (KKE)                                 | 21      | Dimítris Koutsoúmbas |
|                | Solution grecque (EL)                                           | 11      | Kyriákos Velópoulos  |
|                | Nouvelle Gauche                                                 | 11      | Alexis Haritsis      |
|                | Mouvement démocrate patriote - Victoire (NIKH)                  | 9       | Dimitris Natsios     |
|                | Cap sur la liberté (PE)                                         | 6       | Zoé Konstantopoúlou  |
|                | Spartiates                                                      | 3       | Vasilis Stigkas      |
|                | Indépendants                                                    | 25      | Aucun                |
| Sièges vacants | Sièges vacants                                                  | 0       | –                    |
| Total          | Total                                                           | 300     | –                    |

### Composition depuis 1974
| Parti | Parti         | 1974       | 1977       | 1981       | 1985       | 06/1989    | 11/1989    | 1990       | 1993       | 1996       | 2000       | 2004       | 2007       | 2009       | 05/2012    | 06/2012    | 01/2015    | 09/2015    | 2019       | 05/2023    | 06/2023    |
| ----- | ------------- | ---------- | ---------- | ---------- | ---------- | ---------- | ---------- | ---------- | ---------- | ---------- | ---------- | ---------- | ---------- | ---------- | ---------- | ---------- | ---------- | ---------- | ---------- | ---------- | ---------- |
|       | ND            | 220        | 171        | 115        | 126        | 145        | 148        | 150        | 111        | 108        | 125        | 165        | 152        | 91         | 108        | 129        | 76         | 75         | 158        | 146        | 158        |
|       | EK-ND         | 60         | -          | -          | -          | -          | -          | -          | -          | -          | -          | -          | -          | -          | -          | -          | -          | -          | -          | -          | -          |
|       | PASOK         | 12         | 93         | 172        | 161        | 125        | 128        | 123        | 170        | 162        | 158        | 117        | 102        | 160        | 41         | 33         | 13         | 16         | 22         | 41         | 32         |
|       | EA            | 8          | -          | -          | -          | -          | -          | -          | -          | -          | -          | -          | -          | -          | -          | -          | -          | -          | -          | -          | -          |
|       | EDIK          | -          | 16         | -          | -          | -          | -          | -          | -          | -          | -          | -          | -          | -          | -          | -          | -          | -          | -          | -          | -          |
|       | KKE           | -          | 11         | 13         | 12         | -          | -          | -          | 9          | 11         | 11         | 12         | 22         | 21         | 26         | 12         | 15         | 15         | 15         | 26         | 20         |
|       | EP            | -          | 5          | -          | -          | -          | -          | -          | -          | -          | -          | -          | -          | -          | -          | -          | -          | -          | -          | -          | -          |
|       | SYN           | -          | -          | -          | -          | 28         | 21         | 19         | -          | 10         | 6          | -          | -          | -          | -          | -          | -          | -          | -          | -          | -          |
|       | POLAN         | -          | -          | -          | -          | -          | -          | -          | 10         | -          | -          | -          | -          | -          | -          | -          | -          | -          | -          | -          | -          |
|       | DIKKI         | -          | -          | -          | -          | -          | -          | -          | -          | 9          | -          | -          | -          | -          | -          | -          | -          | -          | -          | -          | -          |
|       | SYRIZA        | -          | -          | -          | -          | -          | -          | -          | -          | -          | -          | 6          | 14         | 13         | 52         | 71         | 149        | 145        | 86         | 71         | 48         |
|       | LAOS          | -          | -          | -          | -          | -          | -          | -          | -          | -          | -          | -          | 10         | 15         | -          | -          | -          | -          | -          | -          |            |
|       | ANEL          | -          | -          | -          | -          | -          | -          | -          | -          | -          | -          | -          | -          | -          | 33         | 20         | 13         | 10         | -          | -          | -          |
|       | XA            | -          | -          | -          | -          | -          | -          | -          | -          | -          | -          | -          | -          | -          | 21         | 18         | 17         | 18         | -          | -          | -          |
|       | DIMAR         | -          | -          | -          | -          | -          | -          | -          | -          | -          | -          | -          | -          | -          | 19         | 17         | -          | 1          | -          | -          | -          |
|       | La Rivière    | -          | -          | -          | -          | -          | -          | -          | -          | -          | -          | -          | -          | -          | -          | -          | 17         | 11         | -          | -          | -          |
|       | EK            | -          | -          | -          | -          | -          | -          | -          | -          | -          | -          | -          | -          | -          | -          | -          | -          | 9          | -          | -          | -          |
|       | EL            | -          | -          | -          | -          | -          | -          | -          | -          | -          | -          | -          | -          | -          | -          | -          | -          | -          | 10         | 16         | 12         |
|       | MeRA25        | -          | -          | -          | -          | -          | -          | -          | -          | -          | -          | -          | -          | -          | -          | -          | -          | -          | 9          | -          | -          |
|       | NIKH          | -          | -          | -          | -          | -          | -          | -          | -          | -          | -          | -          | -          | -          | -          | -          | -          | -          | -          | -          | 10         |
|       | Spartiates    | -          | -          | -          | -          | -          | -          | -          | -          | -          | -          | -          | -          | -          | -          | -          | -          | -          | -          | -          | 12         |
|       | PE            | -          | -          | -          | -          | -          | -          | -          | -          | -          | -          | -          | -          | -          | -          | -          | -          | -          | -          | -          | 8          |
|       | Autres partis | -          | 4          | -          | 1          | 2          | 3          | 8          | -          | -          | -          | -          | -          | -          | -          | -          | -          | -          | -          | -          | -          |
| Total | Total         | 300 sièges | 300 sièges | 300 sièges | 300 sièges | 300 sièges | 300 sièges | 300 sièges | 300 sièges | 300 sièges | 300 sièges | 300 sièges | 300 sièges | 300 sièges | 300 sièges | 300 sièges | 300 sièges | 300 sièges | 300 sièges | 300 sièges | 300 sièges |

## Historique des législatures
| Législature | Législature | Élections | Début             | Fin               | Composition | Présidence                                                         |
| ----------- | ----------- | --------- | ----------------- | ----------------- | ----------- | ------------------------------------------------------------------ |
|             | Ire         | 1974      | 17 novembre 1974  | 22 octobre 1977   |             | Konstantínos Papakonstantínou                                      |
|             | IIe         | 1977      | 20 novembre 1977  | 19 septembre 1981 |             | Dimítrios Papaspírou (el)                                          |
|             | IIIe        | 1981      | 18 octobre 1981   | 7 mai 1985        |             | Ioánnis Alevrás                                                    |
|             | IVe         | 1985      | 2 juin 1985       | 2 juin 1989       |             | Ioánnis Alevrás                                                    |
|             | Ve          | 06/1989   | 18 juin 1989      | 12 octobre 1989   |             | Athanásios Tsaldáris (el)                                          |
|             | VIe         | 11/1989   | 5 novembre 1989   | 12 mars 1990      |             | Athanásios Tsaldáris (el)                                          |
|             | VIIe        | 1990      | 8 avril 1990      | 11 septembre 1993 |             | Athanásios Tsaldáris (el)                                          |
|             | VIIIe       | 1993      | 10 octobre 1993   | 24 août 1996      |             | Apóstolos Kaklamánis (el)                                          |
|             | IXe         | 1996      | 22 septembre 1996 | 14 mars 2000      |             | Apóstolos Kaklamánis (el)                                          |
|             | Xe          | 2000      | 9 avril 2000      | 11 février 2004   |             | Apóstolos Kaklamánis (el)                                          |
|             | XIe         | 2004      | 7 mars 2004       | 18 août 2007      |             | Ánna Benáki-Psaroúda                                               |
|             | XIIe        | 2007      | 16 septembre 2007 | 7 septembre 2009  |             | Dimítris Sioúfas (el)                                              |
|             | XIIIe       | 2009      | 4 octobre 2009    | 11 avril 2012     |             | Fílippos Petsálnikos (el)                                          |
|             | XIVe        | 05/2012   | 6 mai 2012        | 19 mai 2012       |             | Výron Polýdoras (el)                                               |
|             | XVe         | 06/2012   | 17 juin 2012      | 31 décembre 2014  |             | Evángelos Meïmarákis                                               |
|             | XVIe        | 01/2012   | 25 janvier 2015   | 28 août 2015      |             | Zoé Konstantopoúlou                                                |
|             | XVIIe       | 09/2012   | 20 septembre 2015 | 11 juin 2019      |             | Níkos Voútsis                                                      |
|             | XVIIIe      | 2019      | 17 juillet 2019   | 22 avril 2023     |             | Konstantínos Tasoúlas                                              |
|             | XIXe        | 05/2023   | 28 mai 2023       | 29 mai 2023       |             | Konstantínos Tasoúlas                                              |
|             | XXe         | 06/2023   | 25 juin 2023      | en cours          |             | Konstantínos Tasoúlas (2023-2025) Nikítas Kaklamánis (depuis 2025) |